# Gerle Éva
Gerle Éva, Rumbold Éva Anita (Budapest, 1976. május 13. –)  tanár, újságíró, szerkesztő, blogger, fordító.

## Életrajz
Gerle Éva 1993-ban a magyar nyelvi OKTV 11., 1994-ben a 2. helyén végzett. Versenyhelyezése révén került az ELTE BTK magyar szakára, ahol 1999-ben szerzett tanári diplomát. 2008-ban az Eötvös Loránd Tudományegyetem Bölcsészettudományi Kar Angol–Amerikai Intézet (ELTE BTK) angol szakán szerzett tanári oklevelet. A Kempelen Farkas Gimnázium, az ELTE Trefort Ágoston Gyakorlóiskola, a Pasaréti Gimnázium, majd a Toldy Ferenc Gimnázium tanára volt. 2004-ben elvégezte a NANE segélyvonalas önkéntesképzését. 2005 óta jelentek meg írásai női magazinokban (Nők Lapja Évszakok, Éva). 2008-tól korrektorként, majd szerkesztőként dolgozott. 2009-ben alapította egy kismamáknak szóló fórumon a Szeret a férjem, de... csoportot. 2010 óta főállású anya és szellemi szabadfoglalkozású, emellett szerkesztőként és fordítóként is dolgozik. 2012 áprilisában indította a Csak az olvassa című blogot.
Három gyermeke van. Elkötelezettje a kötődő nevelésnek. Férje Gerle János építész, szakíró (1947-2012).

## Blogja
A személyes hangvételű blog társadalmi és életmódtémákban közöl naponta írásokat, de a blog személyes napló is. Paródiákat, esszéket, valamint irodalmi és filmkritikákat is megjelentet. A blog közösségként is működik, a kommentekben a törzsolvasók élénk vitákat folytatnak. A blogger deklarált célja, hogy elhallgatott témákkal foglalkozzon, így ír például a tudatos gyermektelenségről, a gyermekek szexuális abúzusáról és a családon belüli erőszak nehezebben körvonalazható formáiról.

## Könyvei
2016 áprilisában jelent meg Csakazolvassa – én szóltam címmel a blog legjobb 67 írását tartalmazó kötete a Kiskapu kiadónál.
Mahtob Mahmoody Nélkülem soha című könyvében fordítóként közreműködött. A könyv 2016-ban jelent meg Magyarországon.
2020 augusztusában a Kossuth Kiadói Csoport (Ventus Commerce) jelentette meg A ketogén csoda című életmódkönyvét.

## Nézetei
Blogján rendszeresen fogalmaz meg kritikákat a transznemű emberekkel, illetve a transznemű aktivizmussal kapcsolatban. A transznemű emberek nemi identitását nem ismeri el, rájuk a születési nemüknek megfelelően hivatkozik, a transzneműségre döntésként tekint.

## Díjak
- Hüpatia médiadíj, 2013 Mihalicz Csillával és Sándor Erzsivel
- Marie-Claire Kiteljesedés 2013, Törődj a nőkkel!
- Goldenblog, 2013, Civil kategória, 4. hely

### Interjúk
- Az erős nőket ünnepeljük
- Sikeres nők: Végtelenített kávéházi beszélgetés - Meghívás Gerle Éva blogjára